# كورتلاند بولارد
كورتلاند بولارد (بالإنجليزية: Courtland Bullard)‏ هو لاعب كرة قدم أمريكية أمريكي، ولد في 2 سبتمبر 1978.

## وصلات خارجية
- كورتلاند بولارد على موقع مرجع كرة القدم المحترفة.كوم (الإنجليزية)